# Milton (Dakota Północna)
Milton – miasto w Stanach Zjednoczonych, w stanie Dakota Północna, w hrabstwie Cavalier.